# Capitão Leônidas Marques
Capitão Leônidas Marques é um município brasileiro do estado do Paraná. Fica a 65 km de Cascavel, principal cidade da região, e sua população, conforme estimativas do IBGE de 2021, era de 15 887 habitantes.
A cidade possui os distritos do "Alto Alegre do Iguaçu" e "Bom Jesus".

## Etimologia
A denominação da cidade deriva do sobrenome de uma personalidade: O capitão do exército Leônidas Marques dos Santos. Etimologicamente, Leônidas origina-se do grego Leonídas, de leon, leão e eidos, pelo latim Leonidas, com i breve. Marques é o termo patronímico de Marco, que vem do latim Marcu e na antiga: Marquiz ou Marquez.

## História
Capitão Leônidas Marques foi colonizada por sulistas (Rio Grande do Sul e Santa Catarina) que na década de 1940 foram incentivadas por companhias imobiliárias.
Sua primeira denominação foi "Aparecida do Oeste" e em abril de 1964 foi elevado à categoria de município e recebendo a atual denominação, em homenagem ao capitão do exército Leônidas Marques dos Santos, representante do Governo do Estado do Paraná na solução de problemas fundiários no sudoeste paranaense. A instalação deu-se a dia 14 de dezembro de 1964.